# 이천리 단조산성
이천리 단조산성(梨川里丹鳥山城)은 울산광역시 울주군 상북면에 있는 조선시대의 산성이다.

## 개요
이천리 단조산성(梨川里丹鳥山城)은 울산광역시 울주군 상북면 이천리 일원에 위치한다. 영축산의 정상부에 해당하는 곳이다. 조선시대 언양 지역 주민들의 피난을 위한 성곽으로 추정된다. 이천리 단조산성의 성곽 내외에서 채집된 토기와 자기 파편으로 미루어 볼 때 조선시대에 축성된 것으로 보인다. 이천리 단조산성의 성벽은 자연석을 이용해서 담장처럼 쌓았는데 성벽의 잔존 높이는 50~70cm, 너비는 70~250cm가량 남아 있다. 18세기 언양읍지인 『헌산지(獻山誌)』에는 ‘둘레가 4,050자이고 연못이 한 곳인데 언제 쌓았는지 알 수 없으나 동, 서, 북은 무너졌고 남쪽만 그대로’ 라고 기록되어 있다.
이천리 단조산성은 신라의 석성이라는 설도 있으나 정확한 내용은 확인되지 않는다. 정밀한 조사를 통하여 산성의 학술적인 가치를 검토하여야 할 것이다.